# Laetifautor fundatus
Laetifautor fundatus là một loài ốc biển, là động vật thân mềm chân bụng sống ở biển thuộc họ Calliostomatidae.